# قوة الشفاء من الطبيعة
قوة الشفاء من الطبيعة (Vis medicatrix naturae) (المعروفة أيضًا باسم الطب الطبيعي) هي الترجمة اللاتينية من الكلمة اليونانية، νονσων φνσεις ιητροι، وهي عبارة تنسب إلى أبقراط إلا أنه لم يستخدمها فعليًا. تتناول العبارة أحد المبادئ الإرشادية في الطب الأبقراطي وهو أن الكائنات الحية تحتوي على «قوى الشفاء الطبيعية».

## أبقراط
كان أبقراط يعتقد أن الكائن الحي ليس سلبيًا بالنسبة للإصابة أو المرض، إلا أنه يعيد توازنه ليهاجمها. لذلك لا تكون حالة المرض عبارة عن عِلة إلا أنها عبارة عن المجهود الذي يبذله الجسم للتعافي من الاضطراب الذي حدث لحالة التوازن، وهي تشير إلى قدرة الكائنات الحية على تصحيح حالة عدم التوازن التي تميزها عن الكائنات غير الحية.
ونستنج من ذلك المنهج الطبي وهو أن «الطبيعة هي أفضل طبيب» أو «الطبيعة هي أفضل شافٍ للمرض»، وللقيام بذلك اعتبر أبقراط أن الهدف الرئيسي للطبيب هو مساعدة هذا الاتجاه الطبيعي للجسم وذلك بمراقبة فعله وإزالة العوائق أمامه؛ وبذلك السماح للكائن الحي باسترجاع حالته الصحية. ويشكل هذا الأساس للممارسات الأبقراطية مثل الفصد حيث فيه يتم التخلص من الفائض المُدرك من الخلط وبذلك ساعدت في إعادة توازن سوائل للجسم.

## النهضة والتاريخ الحديث
بعد أبقراط استمرت فكرة قوة الشفاء الطبيعية لتعلب دورًا أساسيًا في الطب، وفي عصر النهضة، آمن الطبيب والعالم المبتدئ باراسيلسوس بفكرة «البلسم المتأصل». واعتبر توماس سيدنهام في القرن الثامن عشر الحمى قوة علاجية من الطبيعة.
وفي القرن التاسع عشر تم تفسير قوة الشفاء من الطبيعة على أنها نظرية القوة الحيوية وبهذا الشكل فقد جاءت هذه النظرية لتحديد إطار العمل الفلسفي للمعالجة المثلية والمعالجة اليدوية والمعالجة المائية وطب العظام وعلاج بالمداواة الطبيعية. كما لاحظ بينوم، «قم بالبحث على الإنترنت عن قوة الشفاء من الطبيعة وستجد نفسك في أرض ما ندعوه الآن باسم الطب 'البديل' أو 'المتمم'».

## العلاقة بالتوازن
لدى فكرة والتر كانون حول التوازن وتكمن أصولها أيضًا في قوة الشفاء من الطبيعة، «فكل ما قمت به حتى الآن من حيث استعراض الأدوات الوقائية وتحقيق استقرار الجسم هو من أجل تقديم تفسير حديث لقوة الشفاء من الطبيعة». وفي ذلك، تعارض موقف كانون مع كلود برنار (أبو فيزيولوجيا الحديثة) وفكرته السابقة حول الوسط الداخلي حيث اقترح استبدال أفكار القوى الحيوية حول الجسم. ومع ذلك، تهتم كلتا الفكرتين العامتين حول الاستتباب والوسط الداخلي بكيفية تنظيم فيزيولوجيا الجسم لنفسها من خلال تعقيبات ضبط التوازن الميكانيكي المتعدد بدلا من القوى الحياتية اللاميكانيكية.

## العلاقة بالطب التطوري
في الآونة الأخيرة، حدد الطب التطوري العديد من الأعراض الطبية مثل الحمى والالتهاب والسلوك المرضي وغثيان الصباح على أنها تكييفات مطورة تُستخدم مثل الطب الطبيعي الدارويني (التطوري) وذلك نتيجة لاختيارها كوسائل لوقاية الجسم المصاب وشفائه أو استعادة الجسم المجروح أو المصاب أو الذي حدث له اضطراب فسيولوجي.